# Edeltraut Herder
Edeltraut Johanna Aster Herder (auch Edeltraud Herder, Pseudonyme: Edit von Altenau, Edith von Altenau, Traute Bernd, Edeltraut Elchlep, Edeltraut Herder-Elchlep, Susette Sanders, Suzette Sanders; * 28. Juli 1918 in Idar-Oberstein; † 1. Dezember 2004) war eine deutsche Schriftstellerin.

## Leben
Edeltraut Herder ist Verfasserin von Unterhaltungsliteratur. In den Fünfziger- und Sechzigerjahren veröffentlichte sie zahlreiche Romane und Erzählungen, die vorwiegend dem Genre des Frauenromans zuzurechnen sind und häufig als Leihbuch oder in Heftromanform erschienen; daneben entstanden Kinder- und Jugendbücher sowie Hörspiele.

## Werke (Auswahl)
- Wenn Lippen schweigen, Rheydt/Rhld. 1951 (unter dem Namen Edit v. Altenau)
- Ein Herz verirrt sich, Düsseldorf 1955 (unter dem Namen Edit v. Altenau)
- Träume von Glück und Dornen, Düsseldorf 1955 (unter dem Namen Edit von Altenau)
- Wenn das Herz auch bricht, Düsseldorf 1955 (unter dem Namen Edit v. Altenau)
- Die Wirtin vom Erlenrain, Heidelberg 1955 (unter dem Namen Traute Bernd)
- Ulla macht das Rennen, Bamberg [u. a.] 1956
- Ein Herz fragt nicht danach, Düsseldorf 1957 (unter dem Namen Edit von Altenau)
- Ein Mund blieb stumm, Düsseldorf 1959 (unter dem Namen Suzette Sanders)